# 1197
1197 (MCXCVII) fue un año común comenzado en miércoles del calendario juliano.

## Acontecimientos
- Surgimiento del Curacazgo incaico

## Nacimientos
- Gonzalo de Berceo, poeta español.

## Fallecimientos
- 28 de septiembre - Enrique VI, emperador del Sacro Imperio.
- 13 de noviembre - Homobono Tucenghi, mercader de Cremona, canonizado en 1197.